# Hans Krebs (Politiker)
Hans Krebs (* 26. April 1888 in Iglau, Markgrafschaft Mähren; † 15. Februar 1947 in Prag, Tschechoslowakei) war ein deutschböhmischer Publizist sowie deutschnationaler und später nationalsozialistischer Politiker. Er war von 1918 bis 1931 Hauptgeschäftsführer der DNSAP in der Tschechoslowakei, von 1925 bis 1933 Abgeordneter in der tschechoslowakischen Nationalversammlung. 
Nach seiner Flucht in das nationalsozialistische Deutsche Reich war er von 1936 bis 1945 Mitglied des Reichstages, Gauleiter, nach der Annexion des Sudetenlandes zudem Regierungspräsident von Aussig sowie ab 1940 SS-Brigadeführer. Nach Kriegsende wurde er in der Tschechoslowakei zum Tode verurteilt und hingerichtet.

## Leben
Hans Krebs war der Sohn eines Iglauer Tuchmachers und Gastwirts. In seiner Heimatstadt besuchte er die Volksschule und Oberrealschule. Er engagierte sich in der deutschnationalen Arbeiterbewegung und wurde Mitglied der Deutschen Arbeiterpartei in Aussig. Für die Arbeiterpartei gab er als Redakteur in Aussig, Wien und Iglau die Parteizeitung Deutsche Volkswehr heraus und war seit 1917 Landessekretär in Böhmen. Am Ersten Weltkrieg (1914–1918) nahm er als Angehöriger der k.u.k. Armee teil.
Nach Kriegsende 1918, dem Zerfall der Monarchie Österreich-Ungarn und der Gründung der Tschechoslowakei schloss sich Hans Krebs der Deutschen Nationalsozialistischen Arbeiterpartei (DNSAP) an, deren Hauptgeschäftsführer er 1918 bis 1931 war. Er übernahm die Hauptschriftleitung der Nationalsozialistischen Korrespondenz in Böhmen und wurde Stadtverordneter in Aussig. Von 1925 bis 1933 war er DNSAP-Abgeordneter in der Tschechoslowakischen Nationalversammlung. Von 1930 bis 1932 war er auch Landesobmann des „Volkssport“-Verbandes, des paramilitärischen Flügels der DNSAP. Im Zuge des sogenannten Volkssportprozesses hob das Parlament 1933 seine Abgeordneten-Immunität auf und Krebs wurde verhaftet. Im Juli 1933 wurde er gegen Gelöbnis und Kaution aus der Haft entlassen und floh in das Deutsche Reich.

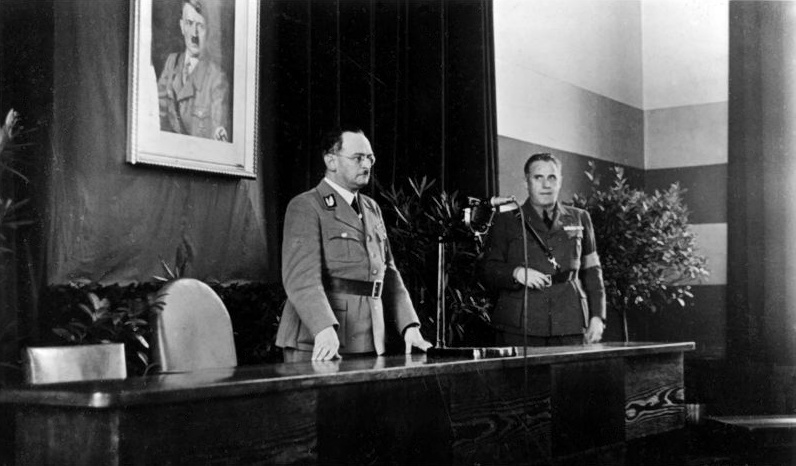
Hans Krebs (vor dem Mikrofon, Herbst 1938), Aufnahme aus dem Bundesarchiv

In Deutschland trat er zum 1. Oktober 1933 der NSDAP bei, sein Eintritt wurde auf den 1. April 1925 rückdatiert (Mitgliedsnummer 86). Er wurde Pressereferent des Reichsministerium des Inneren in Berlin und war Reichshauptstellenleiter für die NSDAP. Vom 29. März 1936 bis zur Befreiung vom Nationalsozialismus im Mai 1945 gehörte Krebs dem Reichstag als Abgeordneter der NSDAP mit einem Mandat für den Wahlkreis 3 (Berlin-Ost) an. Adolf Hitler verlieh ihm den Rang eines Gauleiters des Reichsgau Sudetenland. Krebs gehörte der SS (SS-Nummer 292.802) an und wurde 1940 zum SS-Brigadeführer ernannt.

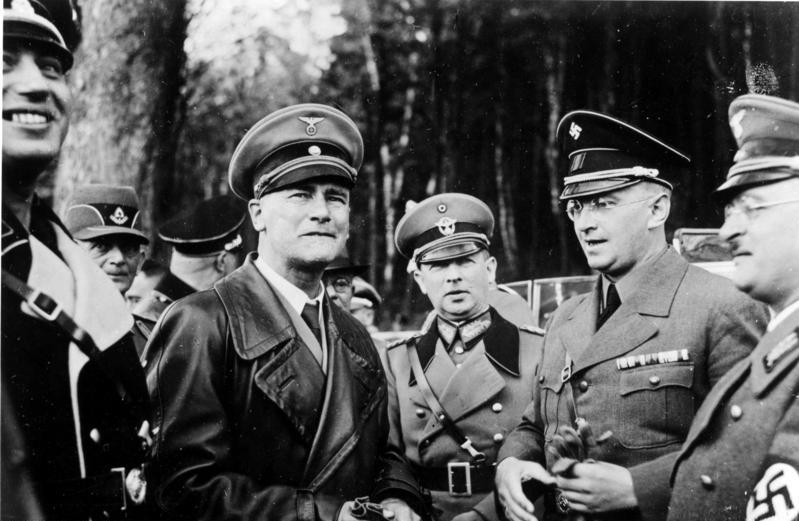
Links nach rechts: Wilhelm Stuckart, Wilhelm Frick, Adolf von Bomhard, Konrad Henlein und Hans Krebs bei einem Staatsbesuch im Sudetenland am 23. September 1938

Hans Krebs beteiligte sich nach der Sudetenkrise an der Besetzung der Tschechoslowakei durch Truppen des Deutschen Reiches. Nach dem Münchner Abkommen im Oktober 1938, der Annexion des Sudetenlandes und dem Anschluss als Reichsgau Sudetenland an das Deutsche Reich war er vom 1. April 1939 bis 1945 Regierungspräsident in Regierungsbezirk Aussig. In diese Zeit fielen 1938 das Novemberpogrom und die Zerstörung der Synagoge in Aussig. Unter Krebs wurden nach 1941 die Juden der Stadt in das nahe gelegene KZ Theresienstadt mit Weitertransport in Vernichtungslager deportiert.
Nach dem Ende des Zweiten Weltkrieges im Mai 1945, der Besetzung durch Truppen der Sowjetunion (Rote Armee) und der Vertreibung der Deutschen aus der Tschechoslowakei wurde Hans Krebs 1947 in Prag mit weiteren ehemaligen Abgeordneten der Nationalsozialistischen Deutschen Arbeiterpartei angeklagt. Von einem Volksgerichtshof im Prager Parlament wurde er wegen Hochverrats zum Tode verurteilt und hingerichtet.

## Schriften (Auswahl)
Krebs war Verfasser zahlreicher Bücher und Artikel. 1937 veröffentlichte er zusammen mit Emil Lehmann das Buch Sudetendeutsche Landeskunde.
Nach Kriegsende im Mai 1945 wurden alle seine Schriften in der sowjetischen Besatzungszone, der späteren Deutschen Demokratischen Republik (DDR) auf die Liste der auszusondernden Literatur gesetzt.
- Katechismus der deutschen Arbeiterbewegung Österreichs. Hedeler, Leipzig 1917.
- Macht und Recht. Eine geschichtspolitische Betrachtung. Sudetendeutscher Verlag, Reichenberg (Böhmen), 1922.
- Der Kahr-Freitag. 1923.
- Hrsg. zus. mit Otto Prager des Buches: Weltfront. Eine Sammlung von Aufsätzen antisemitischer Führer aller Völker. Weltfront, Aussig 1926 (Beiträge u. a. von Alfred Rosenberg, Tibor von Eckhardt und Theodor Fritsch).
  - Erweiterte Neuauflage, jetzt mit Co-Hrsg. Eugen (Frhr. v.) Engelhardt: Die Weltfront. Stimmen zur Judenfrage. 1. Folge. Nibelungen, Berlin & Leipzig 1935 (neue Autoren u. a.: Alf Wilhelm Frick; Theodor Fritsch, Friedrich Grimm, Oswald Mosley, Madison Grant). 2. unveränd. Aufl. 1938. Geleitwort: Institut zum Studium der Judenfrage.[7]
- Paneuropa oder Mitteleuropa? Franz Eher, München 1931.
- Masaryk und der deutsche Nationalsozialismus. Über die Grundsätze und Ziele der D.N.S.A.P. in den Sudetengebieten und die Hitlerbewegung im Deutschen Reiche. Deutsche nationalsozialistische Arbeiterpartei, Abg. Hans Krebs, Kleine Wallstr. 12: N. S. P., Aussig 1931.
- Der Kampf um die sudetendeutsche Autonomie. Grosse Wallstr. 15: N. S. P., Aussig 1933.
- (mit Emil Lehmann) Wir Sudetendeutschen! 3. Auflage. Runge, Berlin 1938.
- Kampf in Böhmen 4. Auflage. Volk und Reich, Berlin 1938.
- mit Siegfried Zoglmann: Sudetendeutschland marschiert. Verlag für soziale Ethik und Kunstpflege Dr. Friedrich Osmer, Berlin 1938.
- Sudetendeutschland marschiert. In: Erich Kühne (Hrsg.): Sudetendeutscher Schicksalskampf. Die maßgebende Darstellung der sudetendeutschen Not in ihren Grundlagen, Zusammenhängen und Auswirkungen. Leipzig 1938 S. 53–62.
- Prag und Moskau, 1938.
- Kampf in Böhmen, 1938.